# Lucco
Il Lucco era una lunga sopraveste maschile con cappuccio, molto comune dell'Europa del Tardo Medioevo/Rinascimento, soprattutto a Firenze. 

## Descrizione
Di solito era di tessuto nero o rosso o paonazzo, abbottonato davanti, con larghe e lunghe maniche che scendeva fino ai piedi. D'estate era fatto solitamente di taffettà o altri tessuti, invece d'inverno era di pelliccia di vaio o di velluto. 
All'inizio del secolo XIV era indossato esclusivamente dai nobili, dagli anziani, dai gonfalonieri, dai medici, dai giuristi, dai mercanti più importanti e dai banchieri. Poi si estese anche alle altre arti e corporazioni e al resto della popolazione adulta. 
Rimase comunque sempre un indumento prettamente maschile. Le donne usavano la pellandra sopra la gamurra.